# タイル・れんが・ブロック工事業
タイル・れんが・ブロック工事業（タイル・れんが・ブロックこうじぎょう）(=タイル・れんが・ブロツク工事業)とは、
れんが、コンクリートブロック等により工作物を築造し、又は工作物にれんが、コンクリートブロック、タイル等を取付け、又ははり付ける工事を業とする建設業。
工事の例示としては、
コンクリートブロック積み（張り）工事、
レンガ積み（張り）工事、
タイル張り工事、
築炉工事、スレート張り工事、サイディング工事
「スレート張り工事」とは、スレートを外壁等にはる工事を内容としており、スレートにより屋根をふく工事は「屋根ふき工事」として『屋根工事』に該当する。
「コンクリートブロック」には、プレキャストコンクリートパネル及びオートクレイブ養生をした軽量気ほうコンクリートパネルも含まれる。
『とび・土工・コンクリート工事』における「コンクリートブロック据付け工事」並びに『石工事』及び『タイル・れんが・ブロツク工事』における「コンクリートブロック積み（張り）工事」間の区分の考え方は以下のとおりである。根固めブロック、消波ブロックの据付け等土木工事において規模の大きいコンクリートブロックの据付けを行う工事、プレキャストコンクリートの柱、梁等の部材の設置工事等が『とび・土工・コンクリート工事』における「コンクリートブロック据付け工事」である。建築物の内外装として擬石等をはり付ける工事や法面処理、又は擁壁としてコンクリートブロックを積み、又ははり付ける工事等が『石工事』における「コンクリートブロック積み（張り）工事」である。コンクリートブロックにより建築物を建設する工事等が『タイル・れんが・ブロツク工事』における「コンクリートブロック積み（張り）工事」であり、エクステリア工事としてこれを行う場合を含む。